# Червона Федорівка
Червона Федорівка (Краснофедорівка) — колишній населений пункт в Кіровоградській області у складі Онуфріївського району.

## Стислі відомості
В 1930-х роках — у складі Мар'ївської сільської ради.
В часі Голодомору 1932—1933 років від нелюдської смерті померло не менше 7 людей.
В 1970-х роках у селі проживало 70 людей. В період 1972—1986 років приєднане до села Мар'ївка.